# 陽瑪諾
陽瑪諾（葡萄牙語：Emmanuel Diaz, Junior，1574年—1659年3月1日），字演西。

## 生平
1592年入耶穌會。1601年到印度並於當地完成學業，後往澳門教授神學有六年。1611年與費奇觀（Gaspard Ferreira）神父一起傳教。以至多人信褔音。1616年南京教難，回到澳門。
1621年往北京繼續褔音事工。1623年成為中國傳教區的副省會長。1626年回南京傳教。1627年被逐往松江，因繼續傳教而被通緝。
1638年往福建福州與艾儒略（J. Aleni）神父一起傳教。以至多人信褔音。1648年作勸化和編寫褔音書籍的褔音事工。
1659年3月1日，卒於杭州。葬於杭州城外的方井。

## 著作
- 天問略
- 代疑論
- 輕世金書
- 默想書考
- 避罪指南
- 景教碑詮
- 天神禱文
- 聖教日課
- 聖若瑟禱文
- 聖若瑟法行實
- 天主降生聖經直解
- 天主聖教十誡直詮